# Ninon Guillon-Romarin
Ninon Guillon-Romarin (Metz, 15 aprile 1995) è un'astista francese.

## Record nazionali
- Salto con l'asta: 4,75 m ( Monaco, 20 luglio 2018)
- Salto con l'asta indoor: 4,73 m ( Clermont-Ferrand, 24 febbraio 2019)

## Palmarès
| Anno | Manifestazione                  | Sede       | Evento           | Risultato | Prestazione | Note                                     |
| ---- | ------------------------------- | ---------- | ---------------- | --------- | ----------- | ---------------------------------------- |
| 2013 | Europei juniores                | Rieti      | Salto con l'asta | 4ª        | 4,15 m      |                                          |
| 2014 | Mondiali juniores               | Eugene     | Salto con l'asta | 9ª        | 4,10 m      |                                          |
| 2015 | Europei under 23                | Tallinn    | Salto con l'asta | 7ª        | 4,15 m      |                                          |
| 2016 | Camp. del Mediterraneo under 23 | Tunisi     | Salto con l'asta | Oro       | 4,16 m      |                                          |
| 2017 | Europei under 23                | Bydgoszcz  | Salto con l'asta | 5ª        | 4,35 m      |                                          |
| 2017 | Mondiali                        | Londra     | Salto con l'asta | 20ª (q)   | 4,20 m      |                                          |
| 2018 | Mondiali indoor                 | Birmingham | Salto con l'asta | 10ª       | 4,50 m      |                                          |
| 2018 | Giochi del Mediterraneo         | Tarragona  | Salto con l'asta | Oro       | 4,46 m      |                                          |
| 2018 | Europei                         | Berlino    | Salto con l'asta | 5ª        | 4,65 m      |                                          |
| 2019 | Europei indoor                  | Glasgow    | Salto con l'asta | 7ª        | 4,65 m      |                                          |
| 2019 | Mondiali                        | Doha       | Salto con l'asta | 12ª       | 4,70 m      |                                          |
| 2019 | Europei indoor                  | Glasgow    | Salto con l'asta | 7ª        | 4,65 m      |                                          |
| 2019 | Mondiali                        | Doha       | Salto con l'asta | 12ª       | 4,70 m      |                                          |
| 2022 | Mondiali                        | Eugene     | Salto con l'asta | 11ª       | 4,45 m      |                                          |
| 2022 | Europei                         | Monaco     | Salto con l'asta | 14ª (q)   | 4,40 m      |                                          |
| 2023 | Mondiali                        | Budapest   | Salto con l'asta | 14ª (q)   | 4,60 m      | Miglior prestazione personale stagionale |
| 2024 | Europei                         | Roma       | Salto con l'asta | 9ª        | 4,43 m      |                                          |
| 2024 | Giochi olimpici                 | Parigi     | Salto con l'asta | 14ª       | 4,40 m      |                                          |

## Altre competizioni internazionali
2017
- Bronzo agli Europei a squadre ( Lilla), salto con l'asta - 4,45 m

2019
- Bronzo agli Europei a squadre ( Bydgoszcz), salto con l'asta - 4,46 m